# Società Sportiva Fidelis Andria 1928
El Società Sportiva Fidelis Andria 1928 és un club de futbol italià de la ciutat d'Andria.
Evolució del nom:
- 1971: Associazione Sportiva Fidelis Andria
- 2005: Associazione Sportiva Andria BAT (Barletta-Andria-Trani)
- 2013: Società Sportiva Fidelis Andria 1928

## Futbolistes destacats
- Nicola Amoruso
- Marco Capparella
- Bernardo Corradi
- Cristiano Lupatelli
- Bruno Pesce
- Matjaž Florijančič